# Ernst Schimmelmann
Heinrich Ernst  lensgreve von Schimmelmann (født 4. december 1747 i Dresden, død 9. februar 1831 i København) var en dansk-tysk greve, politiker og søn af Heinrich Carl von Schimmelmann. Han var en af Danmarks rigeste og mest indflydelsesrige personer, mens han levede, og var blandt andet finansminister 1785-1813 og udenrigsminister fra 1824 til sin død i 1831. 
Schimmelmann var godsejer og bestyrede Schimmelmann-familiens store og meget indbringende plantageejendomme i Dansk Vestindien, hvor der blev dyrket sukkerrør med slavegjorte som arbejdskraft. Schimmelmann var hovedmanden bag Danmark-Norges forbud mod transatlantisk slavehandel, besluttet i 1792 med virkning fra 1803. Han måtte gå af som finansminister efter statsbankerotten i 1813.

## Karriere
Heinrich Ernst Schimmelmann blev født i Dresden som søn af købmanden og krigsspekulanten Heinrich Carl Schimmelmann. Da faderen i 1761 trådte i dansk tjeneste, fulgte den da 14-årige søn med til København. Schimmelmann studerede bl.a. nationaløkonomi i udlandet og beklædte fra 1773 en række embeder i centraladministrationen, men blev afskediget af Ove Høegh-Guldberg i 1783. I 1784 deltog han i kuppet mod Høegh-Guldberg og blev 1785 udnævnt til finansminister. Det var han til 1813, hvor han måtte tage sin afsked på grund af sin involvering i statsbankerotten samme år. Fra 1824 til sin død i 1831 var han udenrigsminister. I 1790 fik han elefantordenen for sin indsats i talrige kommissioner og direktioner.
Schimmelmann var tilhænger af tidens liberale strømninger og blandt andet ophavsmand til en liberal toldlov i 1797. Samtidig var han efter faderens død en af Danmarks rigeste mænd og leder af det fideikommis, der administrerede en stor del af faderens formue, herunder fire sukkerplantager i Dansk Vestindien.

## Schimmelmann og slavehandelen
Schimmelmann-familien blev i 1700-tallet Danmarks rigeste på grund af sukkerimport fra Vestindien. Familien dominerede det økonomiske liv i Danmark. Ernst Schimmelmann var selv slaveejer med en stor sukkerplantage på Sankt Croix med over tusind slaver. Han var desuden medejer i selskabet, som førte slaver fra Guldkysten, og han havde interesser i sukkerindustrien.
Schimmelmann bidrog til forbuddet mod handel med slaver ved i en rapport at påvise at slavehandlen både var en underskudsforretning og samtidig umenneskelig. Her redegjorde han også for, at hvis slaverne behandledes bedre, kunne den store børnedødelighed mindskes, som hvert år betød en stor nedgang i antallet af slaver på de danske øer i Vestindien. Schimmelmann havde altså fokus på at forbedre behandling af slaverne på samme måde som forbedring af behandlingen af husdyr. Det var transporterne af slaver fra Afrika, han var imod, ikke selve slaveriet. Han er blevet portrætteret sammen med sin negerslave i København.[kilde mangler]
Finansminister Schimmelmanns arbejde for et stop for slavehandelen blev sat i kraft 1792. Der var ikke forinden begrænsninger af slaveimporten, og staten skulle yde billige lån til indkøb af slaver før stoppet. Hans synspunkter blev fulgt.

## Privatliv
Ernst Schimmelmann blev 1775 gift med komtesse Emilie Rantzau, som døde af tuberkulose fem år senere i en alder af 28 år. I 1782 lod han ved Sølyst rejse et klassicistisk monument, Emiliekilde, over sin første hustru.
Schimmelmann giftede sig i 1782 med Charlotte Schubart. De boede på landstedet Sølyst i Klampenborg. Charlotte og Ernst Schimmelmann var store mæcener, og deres bolig i Bredgade var et samlingspunkt for den kulturelle elite i København. Blandt andet Adam Oehlenschläger, Bertel Thorvaldsen og Friedrich Schiller nød godt af ægteparrets støtte.
Han var frimurer og medlem af en københavnsk loge.
Schimmelmann var patron for Sankt Petri Kirke fra 1800 til sin død og ligger sammen med sin familie begravet i kirken.